# NANTEN2天文台
NANTEN2天文台（NANTEN2 Observatory）是智利北部阿塔卡馬沙漠的一座南天天文台。
NANTEN2天文台位於海拔 4,800 公尺（15,748 英尺）的 Pampa la Bola，毗鄰 Cerro Chajnantor。 NANTEN2天文台配備了一台毫米波和亞毫米波望遠鏡，用於南天觀測110 GHz至880 GHz範圍內的原子和分子譜線。